# Gnathostomose
La gnathostomose est une maladie causée par un parasite, le nématode Gnathostoma spinigerum et/ou Gnathostoma hispidum (en).
Elle touche les vertébrés comme les petits carnivores tels que le chat ou le chien et, plus rarement, peut affecter l'Homme. 
Cette maladie apparait surtout en Asie du Sud-Est, notamment en Thaïlande et au Vietnam, ainsi qu'au Japon.
Elle est principalement transmise à l'homme par la consommation de poissons d'eaux douces insuffisamment cuits.

## Symptômes
Quelques jours après l’infection, la larve migre dans la cavité abdominale. Apparaissent alors des douleurs épigastriques, de la fièvre, des vomissements, une perte d’appétit. Elle peut migrer dans les tissus sous-cutanés, le plus souvent au niveau de l’abdomen, causant douleur, démangeaisons, éruption cutanée et œdème localisés. Après une ou quatre semaines, le parasite se déplace et les symptômes apparaissent à un autre endroit. Le parasite peut aussi s'installer dans les viscères, le système nerveux ou les yeux, causant des symptômes afférents à la partie atteinte, tels que toux, hématurie, troubles de la vueméningite, encéphalite ou éosinophilie.